# Санту-Ізідору (Мафра)
Санту-Ізідору (порт. Santo Isidoro; МФА: [ˈsɐ̃.tu i.zɨ.ˈdo.ɾu]) — парафія в Португалії, у муніципалітеті Мафра. Розташована в західній частині країни, на теренах історичної португальської провінції Ештремадура. Входить до складу округу Лісабон. За адміністративним поділом, чинним до 1976 року, терени парафії були складовою провінції Ештремадура. Належить до Лісабонського патріархату Католицької церкви. Патрон — святий Ісидор. Площа — 24,8319 км². Населення — 3814 ос. (2011). Середньо урбанізований регіон. Густота населення — 153,59 осіб/км²
. Код — 110913.

## Населення
| Кількість мешканців | Кількість мешканців | Кількість мешканців | Кількість мешканців | Кількість мешканців | Кількість мешканців | Кількість мешканців | Кількість мешканців | Кількість мешканців | Кількість мешканців | Кількість мешканців | Кількість мешканців | Кількість мешканців | Кількість мешканців | Кількість мешканців |
| ------------------- | ------------------- | ------------------- | ------------------- | ------------------- | ------------------- | ------------------- | ------------------- | ------------------- | ------------------- | ------------------- | ------------------- | ------------------- | ------------------- | ------------------- |
| 1864                | 1878                | 1890                | 1900                | 1911                | 1920                | 1930                | 1940                | 1950                | 1960                | 1970                | 1981                | 1991                | 2001                | 2011                |
| 1 470               | 1 594               | 1 774               | 1 747               | 2 070               | 1 954               | 2 113               | 2 503               | 2 515               | 2 515               | 2 438               | 2 499               | 2 688               | 2 992               | 3 814               |